# Хилл, Гэри
Гэри Хилл (Gary Hill, род. 1951, Санта-Моника, Калифорния) — американский художник, использует электронные образы для исследования отношений между языком, телесным восприятием, мышлением и чувствами.
К тому моменту, когда он начал работать с видео в 1973, он уже использовал в своей практике перформанс и скульптуру, которые продолжают присутствовать в его творчестве до сих пор. Хилл использует видеокамеру для съемки действий, которые часто исполняет он сам. Иногда художник заключает полученные образы в металлические структуры, отсылающие к его ранним скульптурным работам, которые он порой использует как реквизит для перформансов.

## Биография и творчество
В 1969 Гэри Хилл переехал в Вудсток, штат Нью-Йорк, начал учиться в нью-йоркской Лиге студентов. Его ранние работы были скульптурными, но в начале 1970-х он обратился к аудио и видео, экспериментировал с цифровой обработкой изображения для создания визуальных эффектов, аналогичных абстрактной живописи. Большинство этих экспериментов произошли во время резиденции художника в Экспериментальном телевизионном центре, Бингемптон (1975—1977).
Его скульптурный опыт продолжал играть роль в его видео инсталляциях: для ранней работы «Дыра в стене» (Hole in the Wall, 1974), Гэри Хилл проломил стену в Ассоциации художников Вудстока, разместив с другой стороны монитор, на котором воспроизводились его разрушительные действия.
В конце 1970-х он начал интересоваться возможностями сочетания образов, звука и языка. Его работы часто содержали конкретные литературные ссылки. Для работы «Incidence of Catastrophe» (1987—1988), цветного видео со стереозвуком, длящегося более 18 минут, источником вдохновения послужил экзистенциальный роман Мориса Бланшо. Для «Between Cinema and a Hard Place» (1991; Сиэтл, Галерея Дональда Янга), трехканальной видео инсталляции с 23 модифицированными видео мониторами и контролируемыми при помощи компьютера видео переключателями, художник использовал отрывок из «Unterwegs zur Sprache» Хайдеггера, метафорично описывающего отношения между поэзией и мышлением.
В 1980-х, наряду с другими видео-художниками, такими как Брюс Науман и Билл Виола, он начал фокусироваться на технических возможностях медиа, стремясь создать медитативное пространство, где он мог исследовать вопросы авторства, сознания и семиотики.